# Slagfältet vid Tollense

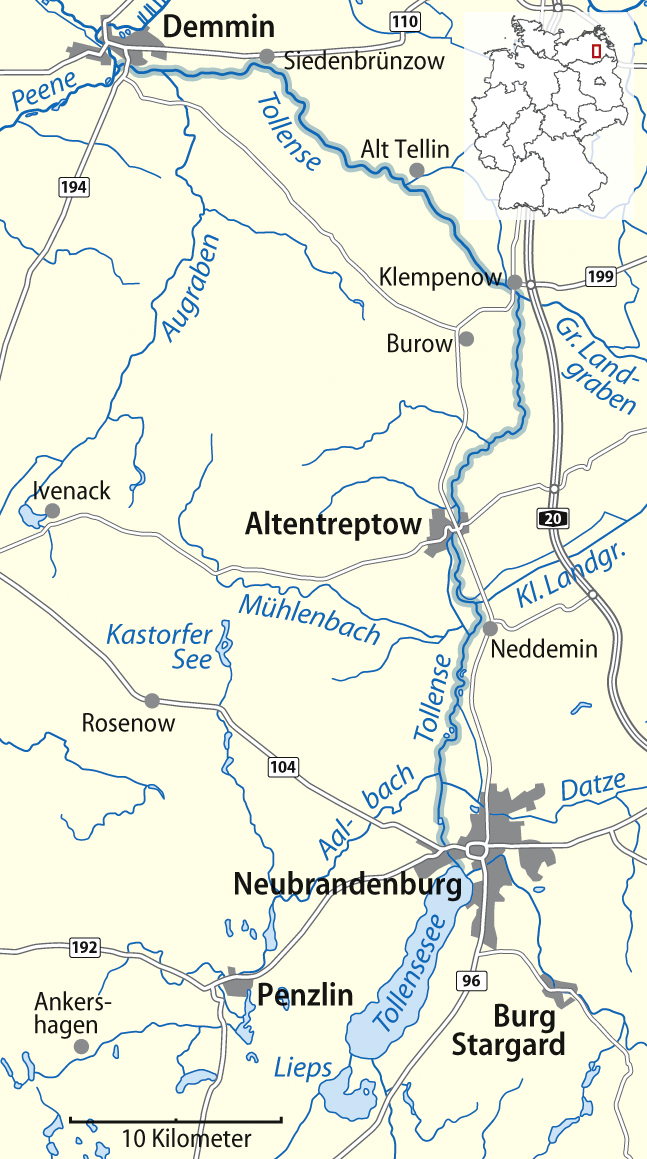
Åns läge mellan Neubrandenburg och Demmin

Slagfältet vid Tollense är en arkeologisk fyndplats från bronsåldern i Mecklenburg-Vorpommern i Tyskland. Fyndplatsen ligger i Tollenseflodens dal, öster om Weltzin, i närheten av byarna Burow och Werder i Landkreis Mecklenburgische Seenplatte (se karta).
De arkeologiska fynden visar tydliga tecken på våld och konflikt. En betydande del av artefakterna är daterade till 1200±40 f.Kr. vilket gör fyndet till ett av de äldsta utgrävda slagfälten från nordisk bronsålder.

## Forskningshistorik
En amatörarkeolog fann 1996 ett mänskligt överarmsben med en inskjuten pilspets av flinta i området. Redan samma år påbörjades utgrävningar i området, vid vilka man fann kvarlevor från såväl djur som människor. De följande åren fann man en klubba av askträ och ett hammarliknande slagvapen av slånträ samt ytterligare skelettrester.
Under ledning av bland annat universitetet i Greifswald har området sedan år 2007 systematiskt grävts ut, varvid ytterligare skelettrester har hittats.

## Resultat
Vid undersökning av skelettresterna hade man 2011 upptäckt kvarlevor från minst 83 individer. Genom skelettundersökningar kunde man i februari 2015 fastslå att antalet var större, minst 125 individer, av allt att döma unga män. Det totala antalet döda uppskattades till mellan 750 och upp till drygt 1000.Fler än 40 av kvarlevorna bar spår av stridsskador. I en av dem satt en pilspets av brons.